# Komin (żupania zagrzebska)
Komin – wieś w Chorwacji, w żupanii zagrzebskiej, w mieście Sveti Ivan Zelina. W 2011 roku liczyła 250 mieszkańców.